# LEGO Battles
Lego Battles è un videogioco sviluppato da Hellbent Games e co-pubblicato da TT Games. È stato messo in commercio il 9 giugno 2009 per la console Nintendo DS.

## Modalità di gioco
Il gioco è suddiviso in 3 storie, ognuna delle quali permette l'utilizzo del protagonista o dell'antagonista. In ogni storia (una per il protagonista e una per l'antagonista) sono presenti 6 quests, suddivise ognuna in 15 livelli, divisi in 3 atti, che durano dai 4 ai 6 livelli.

## Protagonisti e Antagonisti
Protagonisti del gioco sono:
- Re
- Capitan Barbabricco

- Gemma e Biff

Contro i rispettivi antagonisti:
- Stregone
- Governator Bordata
- Comandante Alieno

## Unità
Le unità che si possono creare sono:
- Builder (Costruttore) - Colui che costruisce i vari edifici e raccoglie i rifornimenti fondamentali per addestrare o costruire altri edifici.
- Combattenti - Coloro che attaccano via terra e si suddividono in 3 classi: Arcieri, Corazzieri e Cavalieri
- Catapulte - Le catapulte e le baliste sono le ideali per attaccare gli edifici ma sconsigliate contro le unità perché lente
- Aeree - Fondamentali perché sorvolano mari e foreste possono attaccare qualsiasi bersaglio e immuni agli attacchi da terra.
- Navi - Possono trasportare alcune unità via terra per attraversare un lago o un fiume.